# Hans Peter Poulsen
Hans Peter Poulsen (*16. ledna 1973, Maniitsoq) je grónský politik za stranu Siumut.

## Životopis
Hans Peter Poulsen vyrůstal v Maniitsoqu jako syn lovce a učitelky. V roce 1994 začal studovat administrativu na Grónské univerzitě. V letech 1997 až 1998 strávil semestr v zahraničí na McGillově univerzitě v Montréalu. Studium dokončil v roce 2002. V letech 2001 až 2005 pracoval ve společnosti TELE Greenland a jako konzultant ve společnosti Adizes Greenland. Rovněž vyučoval na své alma mater, Grónské univerzitě. V letech 2005 až 2008 byl vedoucím grónského oddělení cestovního ruchu a zaměstnanosti. V letech 2008 až 2020 pracoval ve společnosti Kompetencekompagniet. V letech 2018 až 2019 byl krátce ředitelem úřadu kraje Qeqertalik. V roce 2019 založil vlastní poradenskou firmu Sinarsuk. V letech 2020 až 2021 pracoval také jako konzultant pro společnost TELE Greenland.
Poulsen kandidoval v parlamentních volbách v Grónsku v roce 2021 za stranu Siumut a s 84 hlasy se umístil na pátém místě a stal se náhradníkem. Kandidoval také v komunálních volbách v regionu Sermersooq, ale získal pouze 63 hlasů, a tedy sedmé místo. Poté, co byl Nikkulaat Jeremiassen jmenován předsedou KNAPK (Sdružení rybářů a lovců v Grónsku) a odešel z politiky, Hans Peter Poulsen zasedal od 6. října 2021 do konce zasedání 30. listopadu v Grónském parlamentu. Když se Siumut stal v dubnu 2022 součástí vládní koalice, stal se členem vlády, když nahrazoval ministry na dovolené. V září 2022 se stal stálým členem parlamentu, když rezignoval Aslak Wilhelm Jensen. Dne 25. září 2023 byl v rámci reorganizace druhé Egedeho vlády jmenován ministrem pro bydlení a infrastrukturu.